# Coto de Caza
Coto de Caza est une census-designated place (CDP) située dans le comté d'Orange, en Californie.

## Démographie
| 1990  | 2000   | 2010   | - | - | - |
| ----- | ------ | ------ | - | - | - |
| 2 853 | 13 057 | 14 866 | - | - | - |